# سام أنس
سام أنس (بالإنجليزية: Sam Anas)‏ هو لاعب هوكي الجليد أمريكي، ولد في 1 يونيو 1993 في واشنطن العاصمة في الولايات المتحدة.

## وصلات خارجية
- سام أنس على موقع دوري الهوكي الوطني (الإنجليزية)
- سام أنس على موقع EliteProspects.com (الإنجليزية)
- سام أنس على موقع HockeyDB.com (الإنجليزية)